# Oscar Brodney
Oscar Brodney (* 18. Februar 1907 in Boston, Massachusetts; † 12. Februar 2008 in Beverly Hills, Kalifornien) war ein US-amerikanischer Drehbuchautor. 
Brodney studierte Rechtswissenschaften an der Boston University und in Harvard. Nach Abschluss seines Studiums arbeitete er zunächst als Anwalt und wechselte 1935 zur Filmindustrie. Für das Drehbuch zum Spielfilm Die Glenn Miller Story wurde er 1955 gemeinsam mit Valentine Davies für einen Oscar für das beste Originaldrehbuch nominiert. 

## Filmografie (Auswahl)
- 1948: Im Lande der Kakteen (Mexican Hayride)
- 1950: Ärger in Cactus Creek (Curtain Call in Cactus Creek)
- 1950: Im Lande der Comanchen (Comanche Territory)
- 1950: Mein Freund Harvey (Harvey)
- 1950: Revolverlady (Frenchie)
- 1950: Südsee-Vagabunden (South Sea Sinner)
- 1952: Der rote Engel (Scarlet Angel)
- 1954: Attila, der Hunnenkönig (Sign of the Pagan)
- 1954: Der eiserne Ritter von Falworth (The Black Shield of Falworth)
- 1954: Die Glenn Miller Story (The Glenn Miller Story)
- 1954: Wenn die Ketten brechen (Captain Lightfoot)
- 1955: Die nackte Geisel (Lady Godiva of Coventry)
- 1955: Die purpurrote Maske (The Purple Mask)
- 1955: Mit roher Gewalt (The Spoilers)
- 1956: Noch heute sollst du hängen (Star in the Dust)
- 1956: Stunden des Terrors (A Day of Fury)
- 1957: Tammy (Tammy and the Bachelor)
- 1961: The Right Approach
- 1962: Sandra und der Doktor (Tammy and the Doctor)
- 1963: Mein Zimmer wird zum Harem (The Brass Bottle)
- 1964: Das Schwert des Ali Baba (The Sword of Ali Baba)
- 1964: So bändigt man Eva (I'd Rather Be Rich)
- 1986: Geisterfieber (Ghostfever)